# ويزاتا
ويزاتا (بالإنجليزية: Wayzata, Minnesota)‏ هي مدينة تقع في ولاية مينيسوتا في الولايات المتحدة. تبلغ مساحة هذه المدينة 8.18 (كم²)، وترتفع عن سطح البحر 287 م، بلغ عدد سكانها 3688 نسمة في عام 2010 حسب إحصاء مكتب تعداد الولايات المتحدة.

## التركيبة السكانية
قام مكتب تعداد الولايات المتحدة بتحديد بيانات التركيبة السكانية لويزاتافي تعداد الولايات المتحدة. في ما يلي، التركيبة السكانية حسب تعدادي 2000 و2010.

### تعداد عام 2000
بلغ عدد سكان ويزاتا 4,113 نسمة بحسب تعداد عام 2000، وبلغ عدد الأسر 1,929 أسرة وعدد العائلات 1,041 عائلة مقيمة في المدينة.
وتوزع التركيب العرقي للمدينة بنسبة 96.11% من البيض و 0.32% من الأمريكيين الأصليين و 1.34% من الأمريكيين ذوي الأصول الآسيوية و 0.19% من سكان جزر المحيط الهادئ و 0.41% من الأمريكيين الأفارقة و 0.88% من عرقين مختلطين أو أكثر.
```
وبلغت نسبة 
الأزواج
 القاطنين مع بعضهم البعض 46.6% من أصل المجموع الكلي للأسر، ونسبة 5.3% من الأسر كان لديها معيلات من الإناث دون وجود شريك، 
```

وكانت نسبة 6.0% بين الثامنة عشر والأربعة وعشرون عاماً، ونسبة 25.8% كانت واقعةً في الفئة العمرية ما بين الخامسة والعشرون حتى والأربعة وأربعون عاماً، ونسبة 28.1% كانت ما بين الخامسة والأربعون حتى الرابعة والستون، ونسبة 20.8% كانت ضمن فئة الخامسة والستون عاماً فما فوق. يوجد لكل 100 أنثى 88.9 ذكر، ويوجد لكل 100 أنثى في الثامنة عشر من عمرها فما فوق 83.6 ذكر.
بلغ متوسط دخل الأسرة في المدينة 65,833 دولار، أما متوسط دخل العائلة فبلغ 96,859 دولار. وكان متوسط دخل الذكور 51,000 دولار مقابل 39,257 دولار للإناث. وسجل دخل الفرد الخاص بالمدينة 63,859 دولار.

### تعداد عام 2010
بلغ عدد سكان ويزاتا 3,688 نسمة بحسب تعداد عام 2010، وبلغ عدد الأسر 1,795 أسرة وعدد العائلات 944 عائلة مقيمة في المدينة.
وتوزع التركيب العرقي للمدينة بنسبة 92.5% من البيض و 0.4% من الأمريكيين الأصليين و 1.3% من الأمريكيين ذوي الأصول الآسيوية و 0.1% من سكان جزر المحيط الهادئ و 3.0% من الأمريكيين الأفارقة و 1.1% من عرقين مختلطين أو أكثر.
```
وبلغت نسبة 
الأزواج
 القاطنين مع بعضهم البعض 42.3% من أصل المجموع الكلي للأسر، ونسبة 7.2% من الأسر كان لديها معيلات من الإناث دون وجود شريك، بينما كانت نسبة 3.1% من الأسر لديها معيلون من الذكور دون وجود شريكة
```

وكانت نسبة 19.1% من القاطنين تحت سن الثامنة عشر، وكانت نسبة 6.3% بين الثامنة عشر والأربعة وعشرون عاماً، ونسبة 20.7% كانت واقعةً في الفئة العمرية ما بين الخامسة والعشرون حتى والأربعة وأربعون عاماً، ونسبة 31.9% كانت ما بين الخامسة والأربعون حتى الرابعة والستون، ونسبة 22.2% كانت ضمن فئة الخامسة والستون عاماً فما فوق.

## وصلات خارجية
- www.wayzata.org
- The US50 - Cities and Towns in Minnesota State